# Dopo il misfatto
Dopo il misfatto è un dipinto di Jean Béraud. Eseguito verso la fine degli anni ottanta dell'ottocento, è conservato nella National Gallery di Londra.

## Descrizione
Si tratta di un'opera di genere, tipica della produzione del Béraud di quegli anni. Il tema della donna presa da rimorsi di natura erotica è caratteristico della pittura inglese e francese della fine del secolo.